# Ginástica nos Jogos Olímpicos de Verão de 1948
A ginástica nos Jogos Olímpicos de Verão de 1948 foi realizada em Londres, no Reino Unido, com nove eventos disputados sendo oito masculinos e um feminino.

## Eventos
Ginástica artística
Nove conjuntos de medalhas foram concedidos nos seguintes eventos:
- Equipes masculinas
- Individual geral masculino
- Solo masculino
- Salto sobre o cavalo masculino
- Cavalo com alças masculino
- Argolas masculino
- Barra fixa masculino
- Barras paralelas masculino
- Equipes femininas

## Medalhistas
Masculino
| Evento                    | Ouro | Prata | Bronze |
| ------------------------- | --- | --- | --- |
| Equipes detalhes          | Paavo Aaltonen Veikko Huhtanen Kalevi Laitinen Olavi Rove Aleksanteri Saarvala Sulo Salmi Heikki Savolainen Einari Teräsvirta FIN Finlândia | Karl Frei Christian Kipfer Walter Lehmann Robert Lucy Michael Reusch Josef Stalder Emil Studer Melchior Thalmann SUI Suíça | László Baranyai József Fekete Győző Mogyoróssy János Mogyorósy Klencs Ferenc Pataki Lajos Sántha Lajos Tóth Ferenc Várkõi HUN Hungria |
| Individual geral detalhes | Veikko Huhtanen FIN Finlândia | Walter Lehmann SUI Suíça                                                                                                   | Paavo Aaltonen FIN Finlândia |
| Solo detalhes             | Ferenc Pataki HUN Hungria | János Mogyorósy Klencs HUN Hungria                                                                                         | Zdeněk Růžička TCH Checoslováquia |
| Salto detalhes            | Paavo Aaltonen FIN Finlândia | Olavi Rove FIN Finlândia                                                                                                   | János Mogyorósy Klencs HUN Hungria Ferenc Pataki HUN Hungria Leo Sotorník TCH Checoslováquia                                          |
| Barra fixa detalhes       | Josef Stalder SUI Suíça | Walter Lehmann SUI Suíça                                                                                                   | Veikko Huhtanen FIN Finlândia |
| Cavalo com alças detalhes | Paavo Aaltonen FIN Finlândia Veikko Huhtanen FIN Finlândia Heikki Savolainen FIN Finlândia                                                  | nenhum | nenhum |
| Barras paralelas detalhes | Michael Reusch SUI Suíça | Veikko Huhtanen FIN Finlândia                                                                                              | Christian Kipfer SUI Suíça Josef Stalder SUI Suíça                                                                                    |
| Argolas detalhes          | Karl Frei SUI Suíça | Michael Reusch SUI Suíça                                                                                                   | Zdeněk Růžička TCH Checoslováquia |

Feminino
| Evento           | Ouro | Prata | Bronze |
| ---------------- | --- | --- | --- |
| Equipes detalhes | Zdeňka Honsová Miloslava Misáková Věra Růžičková Božena Srncová Milena Müllerová Zdeňka Veřmířovská Olga Šilhánová Marie Kovářová TCH Checoslováquia | Edit Vásárhelyi-Weckinger Mária Zalainé Kövi Irén Kárpáti-Karcsics Erzsébet Gulyásné Köteles Erzsébet Balázs Olga Tass Anna Fehér Margit Sándorné Nagy HUN Hungria | Ladislava Bakanic Marian Barone Consetta Carruccio-Lenz Dorothy Dalton Meta Elste-Neumann Helen Schifano Clara Schroth-Lomady Anita Simonis USA Estados Unidos |

## Quadro de medalhas
| Ordem | País               | Medalha de ouro | Medalha de prata | Medalha de bronze |    |
| ----- | ------------------ | --------------- | ---------------- | ----------------- | -- |
| 1     | FIN Finlândia      | 6               | 2                | 2                 | 10 |
| 2     | SUI Suíça          | 3               | 4                | 2                 | 9  |
| 3     | HUN Hungria        | 1               | 2                | 3                 | 6  |
| 4     | TCH Checoslováquia | 1               |                  | 3                 | 4  |
| 5     | USA Estados Unidos |                 |                  | 1                 | 1  |
| TOTAL | TOTAL              | 11              | 8                | 11                | 30 |